# Glypta gainesiana
Glypta gainesiana är en stekelart som beskrevs av Dasch 1988. Glypta gainesiana ingår i släktet Glypta och familjen brokparasitsteklar. Inga underarter finns listade i Catalogue of Life.